# Galerie Stadt Sindelfingen

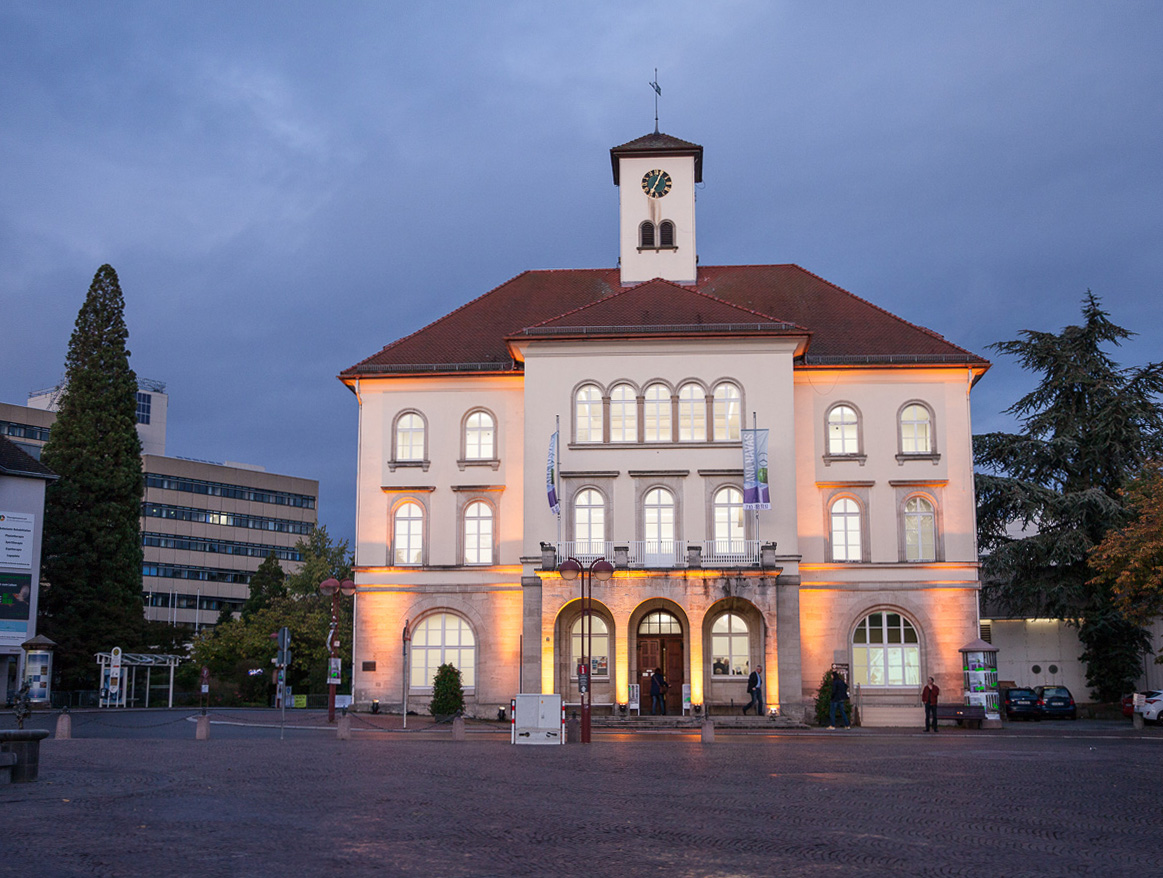
Galerie Stadt Sindelfingen, Außenansicht Rathausbau

Die Galerie Stadt Sindelfingen, auch Galerie der Stadt Sindelfingen, früher Städtische Galerie Sindelfingen, ist ein Museum für zeitgenössische Kunst in Sindelfingen und wurde 1990 eröffnet. Die Galerie befindet sich im Stadtzentrum und ist in einem klassizistischen Bau untergebracht, der von dem Berliner Architekten Josef Paul Kleihues zu einem Museum umgebaut und mit einem Neubau, dem Oktogon, erweitert wurde. Mit der Sammlung Lütze verfügt die Galerie über bedeutende Werke moderner und zeitgenössischer Kunst.
Das Museum versteht sich als Ausstellungs- und Produktionsort mit dem Schwerpunkt auf vorwiegend jüngere Positionen. In Zusammenarbeit mit den Künstlern werden innerhalb einer Fragestellung ortsbezogene Arbeiten und Ausstellungen entwickelt und dann in Gruppen- oder Einzelpräsentationen gezeigt. Der Eingangsbereich dient als Touristeninformation und als Kartenverkaufsstelle für Veranstaltungen in Sindelfingen.

## Geschichte

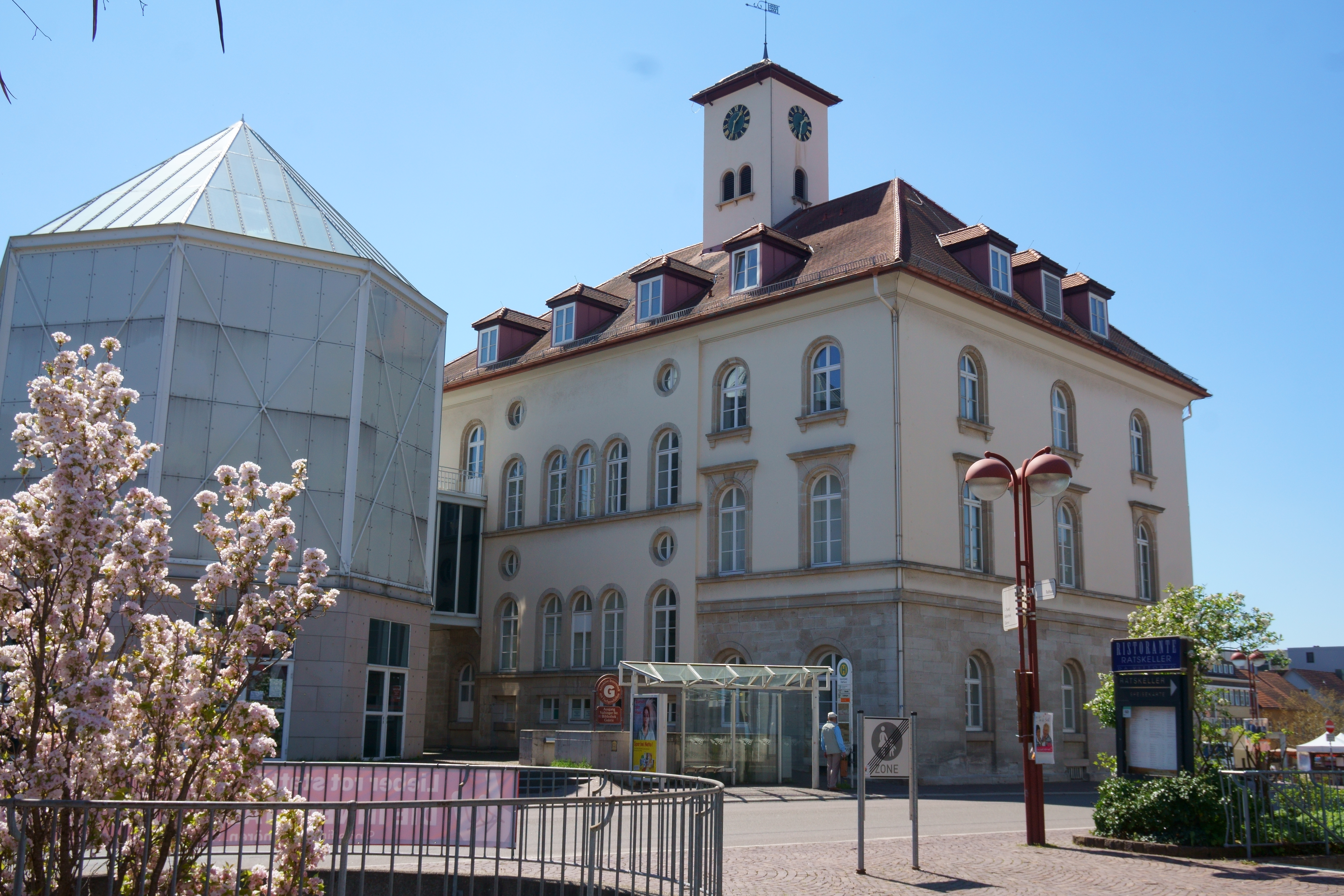
Galerie mit dem oktogonalen Anbau

Das klassizistische Gebäude im Zentrum der Stadt wurde 1845 als Rathaus erbaut und in den 1980er Jahren von dem Architekten Josef Paul Kleihues als Museum umgestaltet. Kleihues ergänzte den Altbau mit einem oktogonalen Neubau. Auf drei Etagen im Altbau und zwei Stockwerken im Oktogon bietet die Galerie eine gesamte Ausstellungsfläche von 750 m². Daneben befindet sich die Stadtbibliothek mit einem weiteren der Galerie zugehörigen Ausstellungsraum, dem Oberlichtsaal. Der Oktogon steht seit 2016 unter Denkmalschutz.
Leitung
- 1987 – 30. November 2016: Otto Pannewitz
- 2016 – 2022: Madeleine Frey
- 1. Juli 2023: Hannah Eckstein

## Sammlung
Die Sammlung der Galerie Stadt Sindelfingen geht auf die Sammlertätigkeit von Diethelm Lütze (1931–2014) zurück, der 1972 den Aufbau seiner Privatsammlung mit dem Fokus süddeutscher Kunst des ausgehenden 19. und 20. Jahrhunderts begann. Seine Sammelleidenschaft hatte ihre Wurzeln in der wegen Erbteilung aufgelösten Kunstsammlung seines Patenonkels Max Lütze (1889–1968) – ein Berliner Bauindustrieller und Kunstmäzen –, die zahlreiche Spitzenwerke des deutschen Expressionismus [retrospektiv „Sammlung Lütze I“ genannt] beherbergt hatte. Durch den Erwerb der umfangreichen Sammlung Lütze erhielt die Stadt Sindelfingen im Jahr 1986 mehr als 1.200 Werke aus den Bereichen Malerei, Bildhauerei und Grafik.
Diethelm Lütze begann 1972 mit dem unmittelbaren Bezug zu seinem Wohnort Stuttgart Kunst zu sammeln. Arbeiten zweier hier ansässiger Künstler, ein Gemälde von Hans Schreiner und eine Skulptur von Otto Herbert Hajek waren die ersten Werke, denen bald Arbeiten u. a. von Max Ackermann, Moritz Baumgartl und Alfred Lörcher folgten. In konsequenter Weise trieb Lütze die Erweiterung seiner Sammlung voran. Die Zentren künstlerischen Schaffens in Süddeutschland wie München, Karlsruhe oder Stuttgart wurden in den Fokus gerückt. Beziehungen innerhalb dieser Zentren aber auch untereinander zog er in seine Überlegungen ein. Schließlich wurden Gruppierungen wie „SYN“ Baden-Baden, „SPUR“ und „Geflecht“ München oder auch Schüler-Lehrer-Verhältnisse sichtbar. Bestandteil der Sammlungsstrategie war es, künstlerische wie auch regionale Eigenheiten abzubilden. Das ins Auge gefasste Feld der Sammlung erhielt auf diese Weise eine stetige Erweiterung und gleichzeitig ein netzförmiges, tragfähiges Gerüst, in das sich die Künstler und ihre Werke einfügten.
Die Sammlung bildete zum Zeitpunkt ihres Erwerbs 1986 ein breit gefächertes Spektrum der süddeutschen Kunst des 20. Jahrhunderts ab. Das Fundament bildete gleichwohl die Kunst des ausgehenden 19. Jahrhunderts mit bedeutenden Vertretern wie Franz von Stuck, Max Slevogt oder Franz von Lenbach, die ihren Wirkungskreis hauptsächlich in München hatten; mit Künstlern wie Albert Kappis, Hermann Pleuer oder Bernhard Pankok, deren Namen sich im Wesentlichen mit Stuttgart verbinden lassen; oder mit solchen wie Hans Thoma, Wilhelm Trübner, Edmund Friedrich Kanoldt aus dem Karlsruher Kreis. Allesamt sind diese Künstler Vertreter zwischen dem Realismus und Impressionismus, die das ausgehende 19. Jahrhundert im süddeutschen Raum prägten. Die Sammlung der Galerie Stadt Sindelfingen umfasst heute unter anderem Arbeiten von Max Ackermann, Horst Antes, Georg Baselitz, Willi Baumeister, Moritz Baumgartl, Julius Bissier, Peter Brüning, Emil Cimiotti, Karl Fred Dahmen, Walter Dexel, Otto Dix, Adolf Fleischmann, Günter Fruhtrunk, Rupprecht Geiger, Karl Otto Götz, Camille Graeser, HAP Grieshaber, Otto Herbert Hajek, Adolf Hölzel, Carl Hofer, Alfred Hrdlicka, Karl Hubbuch, Alexej von Jawlensky, Wassily Kandinsky, Alexander Kanoldt, Ida Kerkovius, Anselm Kiefer, Per Kirkeby, Thomas Lenk, Markus Lüpertz, August Macke, Franz Marc, Georg Karl Pfahler, Hans Purrmann, Karl Schickhardt, Oskar Schlemmer, Georg Schrimpf, Bernard Schultze, Emil Schumacher, Max Slevogt, K. R. H. Sonderborg, Anton Stankowski, Hermann Stenner, Franz von Stuck, Hans Thoma, Wilhelm Trübner, Fritz von Uhde, Friedrich Vordemberge-Gildewart, Hermann Werner, Brigitte Wilhelm und Fritz Winter.
Seit seiner Gründung wurde der Sammlungsbereich der Galerie Stadt Sindelfingen kontinuierlich durch Schenkungen, Dauerleihgaben und Nachlässe von Künstlern sowie von Persönlichkeiten erweitert, die für die Stadt Sindelfingen, den süddeutschen Raum und für die Geschichte des Ortes von Bedeutung sind. Hier ist beispielsweise der Nachlass der mit der Stadt eng verbundene Künstlerin Ilse Beate Jäkel (1907–1982) zu nennen, welcher ca. 1.500 Werke vorwiegend auf Papier umfasst.
Die Galerie betreut außerdem den Bestand der städtischen Sammlung, welcher mehr als 3.000 Arbeiten größtenteils regionaler Künstlerinnen und Künstler umfasst.